# Rdestniczka gęsta

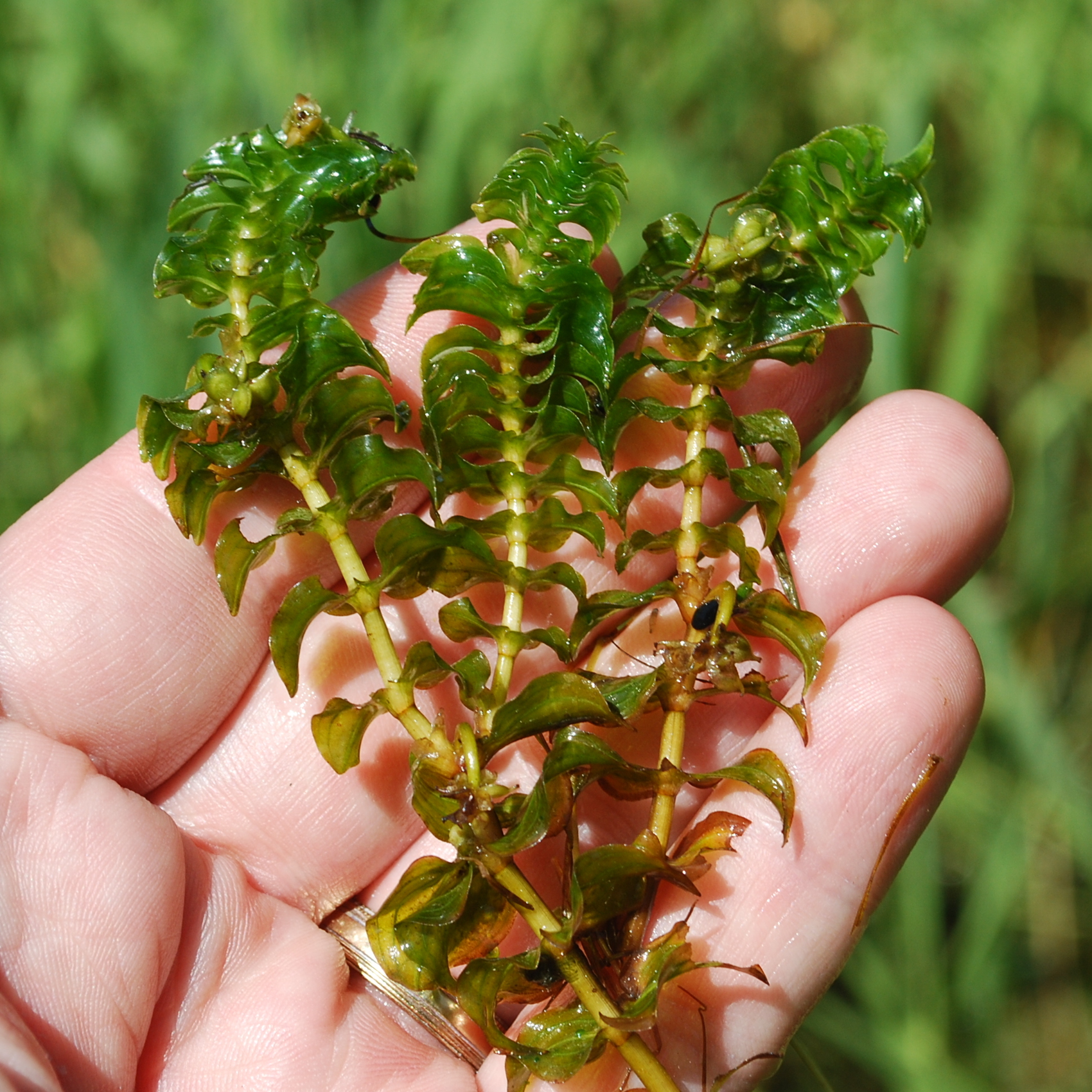
Pędy z liśćmi

Rdestniczka gęsta, rdestnica gęsta, grenlandia gęsta (Groenlandia densa Fourr.) – gatunek rośliny wodnej z monotypowego rodzaju rdestniczka (Groenlandia). Występuje w Europie zachodniej, rzadko w środkowej i południowej oraz miejscami w Azji Mniejszej i Afryce północno-zachodniej. W Polsce notowana w minionych kilkudziesięciu latach na pojedynczych stanowiskach na Pomorzu.

## Morfologia
ŁodygaWyrasta z kłącza pełzającego w dnie i osiąga do 30, rzadko 40 cm długości. Jest obła, gęsto ulistniona i w górze rozgałęziona.
LiścieOsadzone parami, bardzo rzadko po 3, prawie naprzeciwległe. Lancetowatego kształtu osiągają od 5 do 25 mm długości i 2–15 mm szerokości. Przy szczycie, na brzegu ząbkowane. Nasadą obejmują łodygę.
KwiatyZebrane w skąpokwiatowe kwiatostany (1–4 kwiatów) o długości od 5 do 10 mm. Osadzone są na szypułkach wyrastających w kątach liści. Kwiaty są obupłciowe i pozbawione okwiatu. Pręciki i słupków po 4.
OwocNiełupka cienkościenna o długości ok. 3 mm. Kulista z haczykowatym dzióbkiem i ostrym skrzydełkiem.

## Biologia i ekologia
Występuje zarówno w wodach płynących, jak i stojących. Rośnie na dnie torfowym lub piaszczystym, ale z dużą ilością humusu. Kwitnie od czerwca do sierpnia.

## Zagrożenie i ochrona
Umieszczony na Czerwonej liście roślin i grzybów Polski (2006) w kategorii E (wymierający — krytycznie zagrożony). W wydaniu z 2016 roku otrzymał kategorię CR (krytycznie zagrożony.
W Polskiej Czerwonej Księdze Roślin także posiada kategorię CR (krytycznie zagrożony). Na stanowiskach występuje nielicznie i zanika z powodu zanieczyszczania wód i prac hydrotechnicznych. Uznany za krytycznie zagrożony w Polsce, wymieniany także w czerwonych księgach Niemiec, Czech, Słowacji i Białorusi. Gatunek objęty prawną ochroną gatunkową.